# Cycloptera
Cycloptera, rod ravnokrilaca potporodice Pterochrozinae, porodica Phaneropteridae. Sastoji se od zasada pet poznatih priznatih vrsta.
Rod Cycloptera rasprostranjen je po tropskim predjelima Južne Amerike, uključujući u istočne padine Anda. Oblikom podsjećaju na otpalo uvelo lišće. 
Prvu vrstu među njima, C. aurantifolia koja živi kod ušća Amazone, opisao je Stoll još 1787. Vrsta C. arcuata živi na istočnim padinama Anda u Ekvadoru;  posljednja opisana vrsta je C. excellens iz Kolumbije;  C. falcifolia rasprostranjena je gotovo cijelom Brazilu i Kolumbiji; i C. speculata u cijeloj tropskoj Južnoj Americi (Kolumbija, Ekvador, Peru, Brazil).

## Vrste
- Cycloptera arcuata (Saussure & Pictet, 1898)
- Cycloptera aurantifolia (Stoll, 1787); tipična vrsta
- Cycloptera excellens Vignon, 1926
- Cycloptera falcifolia Walker, 1870
- Cycloptera speculata (Burmeister, 1838)